# Lennart Karlsson (konstvetare)
Stig Lennart Karlsson, född den 25 januari 1933 i Gråmanstorps församling, Kristianstads län, död den 21 januari 2014 i Oscars församling i Stockholm, var en svensk konstvetare, främst inriktad på medeltida konst och hantverk.

## Karriär
Lennart Karlsson flyttade till Stockholm 1953 och började studera vid Konstfackskolan. Han avlade där examen som teckningslärare 1957 och arbetade som sådan några år i Arvika. Därefter flyttade han tillbaka till Stockholm och läste konstvetenskap vid Stockholms universitet, med inriktning mot medeltida konst. År 1977 disputerade han på en avhandling om romansk träornamentik i Sverige, illustrerat med en stor mängd egna teckningar. Efter det var han verksam som docent i konstvetenskap och arbetade under tjugo år som medeltidsspecialist på Statens historiska museum.
År 1988 gav han ut ett verk i två band som är en inventering av svenskt medeltida järnsmide. Båda banden är rikt illustrerade med fotografier och egna teckningar. Även hans senare utgivning Kretsen kring Haaken Gulleson (2004), Bilden av Maria (2009) och Ecce Homo (2013) innehåller flera av författarens egna fotografier.
I sitt testamente avsatte han pengar till Mandelgrenpriset, som delas ut till en fotograf, tecknare eller annan bildkonstnär till minne av Nils Månsson Mandelgren. Priset som innefattar en plakett designad av Annie Winblad Jakubowski och en penningsumma på 100 000 kronor (2021) delas ut av Svenska fornminnesföreningen årligen sedan 2016.
Lennart Karlsson är gravsatt i minneslunden på Galärvarvskyrkogården i Stockholm.

### Medeltidens bildvärld
Lennart Karlsson var skaparen av Historiska museets bilddatabas Medeltidens bildvärld. När han arbetade i kyrkor med medeltida träornamentik och järnsmide fick han idén att skapa en bilddatabas över den konstskatt som finns i Sveriges medeltida kyrkor. Databasen skulle fungera som ett komplement till Historiska museets samlingar, och vara en tillgång för forskare, studenter och kulturminnesvårdare. Från 1990 och tio år framåt besökte han medeltida kyrkor i hela landet och fotograferade. Bilderna kompletterades sedan med uppgifter om föremålen. Databasen är fokuserad på de tre föremålsgrupper som är bäst bevarade: dopfuntar, träskulptur och kalkmålningar. Huvudmålet var att visa på estetiska kvalitéer, föremålen är inte totaldokumenterade. 2001 kunde databasen tas i bruk, med runt 19 000 fotografier.